# 張樞 (清朝)
张枢（？—？），直隶南皮（今河北南皮）人，清朝政治人物。
张枢曾于1891年接替林殷臣任嘉定县知县一职，1895年由孙毓骥接任。